# Petra Buzková
Petra Buzková (* 7. prosince 1965 Praha) je česká právnička a politička, v 90. letech a na počátku 21. století poslankyně České národní rady a Poslanecké sněmovny, místopředsedkyně Poslanecké sněmovny a česká ministryně školství. V komunálních volbách v roce 2006 neúspěšná kandidátka České strany sociálně demokratické na primátorku hlavního města Prahy. Po odchodu z politiky pracuje jako společnice advokátní kanceláře VKS Legal. V letech 1989–2024 byla členkou SOCDEM (do roku 2023 Česká strana sociálně demokratická).

## Život
Je pravnučkou významného prvorepublikového sociálnědemokratického politika Františka Modráčka a patří k zakladatelům obnovené polistopadové České strany sociálně demokratické (od roku 2023 Sociální demokracie).
V roce 1984 odmaturovala na Gymnáziu Jana Keplera v Praze, následně vystudovala Právnickou fakultu Univerzity Karlovy, studia dokončila v roce 1989. Již v roce 1989 vstoupila do obnovené České strany sociálně demokratické, v roce 1990 se stala poprvé její místopředsedkyní.
V rámci ČSSD se zpočátku angažovala jako předsedkyně klubu Sociálně demokratické ženy.
Ve volbách v roce 1992 byla zvolena za ČSSD do České národní rady (volební obvod Jihočeský kraj). Zasedala ve výboru petičním, pro lidská práva a národnosti a v mandátovém a imunitním výboru. Od vzniku samostatné České republiky v lednu 1993 byla ČNR transformována na Poslaneckou sněmovnu Parlamentu České republiky. Mandát v poslanecké sněmovně obhájila ve volbách v roce 1996, volbách v roce 1998 a volbách v roce 2002. V letech 1996–2002 byla místopředsedkyní sněmovny. V období od června do srpna 2002 byla krátce místopředsedkyní poslaneckého klubu ČSSD.
Po nástupu Miloše Zemana na post předsedy ČSSD v roce 1993 patřila k představitelům proudu kritického vůči Zemanovi. Tato skupina (patřil do ní mj. i Petr Kučera) ale byla relativně slabá. V roce 1996 se její výhrady k Miloši Zemanovi vyhrotily. Spolu se Stanislavem Grossem kritizovala angažmá Miroslava Šloufa ve volební kampani ČSSD. Sjezd strany v Bohumíně roku 1997 ovšem pozici kritiků Miloše Zemana oslabil, byť Buzková si udržela post místopředsedkyně ČSSD. Od Zemanova vedení strany se odlišovala i hodnocením opoziční smlouvy z roku 1998, kterou považovala za krátkodobé řešení a nehodlala ustupovat v programových otázkách ODS. I přesto byla v roce 1999 opětovně potvrzena na postu místopředsedkyně strany. Na místopředsednické křeslo rezignovala v roce 2000 jako výraz nesouhlasu s tím, že ODS a ČSSD podepsaly takzvaný toleranční patent (dohoda posilující spolupráci ODS a ČSSD). V polovině roku 2000 pak vnitrostranický konflikt okolo Petry Buzkové eskaloval během takzvané aféry Olovo, kdy byl jeden z poradců premiéra Zemana obviněn ze sepsání plánu veřejné diskreditace Buzkové. Neshody mezi Zemanem a Buzkovou se později ještě řešily veřejně. V Zemanově vzpomínkové knize Jak jsem se mýlil v politice i v rozhovorech pro média označil bývalou místopředsedkyni strany za „příšerně línou“. Buzková na to reagovala s tím, že Zeman „se zachoval jako prase“.
Její politická kariéra vyvrcholila v následném volebním období, tedy již po odchodu Miloše Zemana z předsednického postu. V letech 2002–2006 byla ministryní školství ČR ve vládě Vladimíra Špidly, vládě Stanislava Grosse a vládě Jiřího Paroubka. Kvůli ministerskému angažmá složila v září 2004 poslanecký mandát.
Počátkem roku 2006 ohlásila odchod z politiky a ve volbách do Poslanecké sněmovny v roce 2006 již nekandidovala. Později se rozhodla účastnit se komunálních voleb v roce 2006. Byla kandidátkou ČSSD na primátorku Prahy. ČSSD ale získala jen 15 % hlasů a primátorem se stal člen ODS Pavel Bém. Byla nicméně zvolena do zastupitelstva hlavního města Prahy, když získala nejvíce preferenčních hlasů z kandidátů ČSSD. Svého mandátu se však vzdala.
V letech 2006–2016 byla spolumajitelkou a jednatelkou společnosti Vyroubal Krajhanzl Školout, advokátní kancelář; od roku 2016 je společníkem advokátní kanceláře VKS Legal, do roku 2020 byla členkou rozkladové komise ÚOHS. Profesně se zaměřuje na finanční a obchodní právo a právo veřejných zakázek. Ovládá angličtinu a ruštinu.
V prezidentských volbách v letech 2013 a 2018 vždy podpořila protikandidáta Miloše Zemana: Karla Schwarzenberga a Jiřího Drahoše. V roce 2023 podpořila Danuši Nerudovou.
V říjnu 2024 odešla spolu s Tomášem Petříčkem ze Sociální demokracie, důvodem byl nesouhlas s ideovým směřováním nového vedení strany.
Je vdaná za finančníka Josefa Kotrbu. Má dceru Annu, která se jí narodila v prosinci 1996, tedy během jejího funkčního období jakožto místopředsedkyni Poslanecké sněmovny.